# Bryophryne zonalis
Espèce
Statut de conservation UICN

 DD  : Données insuffisantes
Bryophryne zonalis est une espèce d'amphibiens de la famille des Craugastoridae.

## Répartition
Cette espèce est endémique de la province de Paucartambo dans la région de Cuzco au Pérou. Elle se rencontre entre 3 129 et 3 285 m d'altitude dans la haute vallée du río Marcapata.

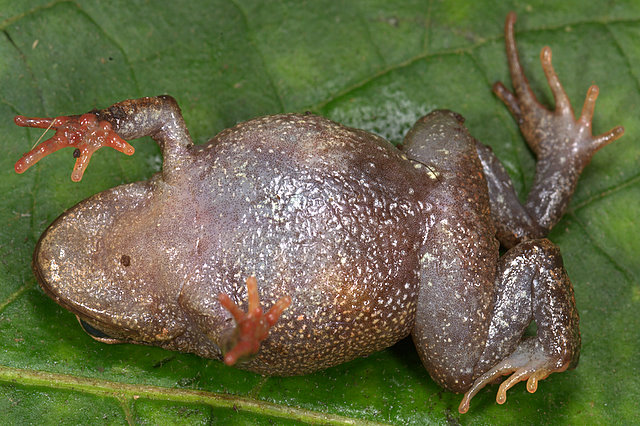
Bryophryne zonalis

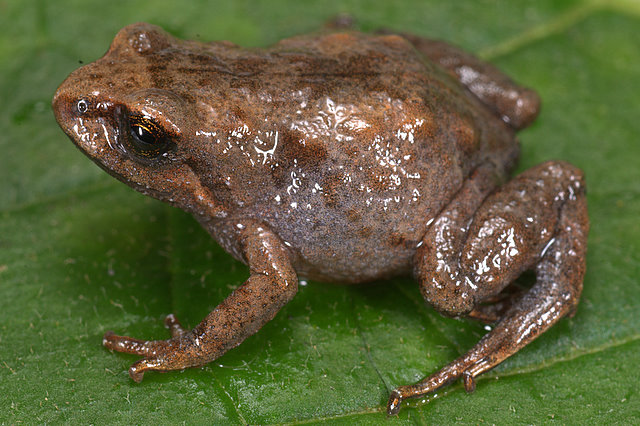
Bryophryne zonalis

## Publication originale
- Lehr & Catenazzi, 2009 : Three new species of Bryophryne (Anura: Strabomantidae) from the region of Cusco, Peru. South American Journal of Herpetology, vol. 4, no 2, p. 125-138.